# Перепись населения Таджикистана 2000 года
Перепись населения Таджикистана 2000 года — первая перепись населения, проведённая властями суверенной республики Таджикистан с 20 по 27 января 2000 года. 

## Результаты
Итоги переписи были опубликованы в октябре 2001 г. Наличное население республики составило 6,128 млн чел., увеличившись по сравнению с 1989 г. на 1,018 млн чел. или 19,9 %. Основным фактором роста населения стал естественный прирост 1,455 млн чел при чистом миграционном оттоке в 437 тыс. Из-за массового выезда русскоязычных доля горожан в республике между 1989 и 2000 гг. упала с 33 % в 1989 до 26 % в 2000 году. Кроме того, впервые за долгие десятилетия, численность мужчин вновь превысила число женщин. За межпереписной период выросла численность таджиков и, незначительно, киргизов. Число остальных народов сократилось